# Limba (peuple du Cameroun)
Les Limba (Malimba ou Mulimba) est un peuple bantou d'Afrique centrale établi dans les régions du Sud-Ouest et du Littoral du Cameroun, plus précisément dans les départements de la Sanaga-Maritime (Edéa, Mouanko et Dizangué) et du Wouri (Manoka-Douala VI). Ils font partie du grand groupe Sawa. Le peuple Malimba est composé de quatre foyers : Mulimb'e Mbenje, Mulimb'e Jedu, Moulongo et Bongo.

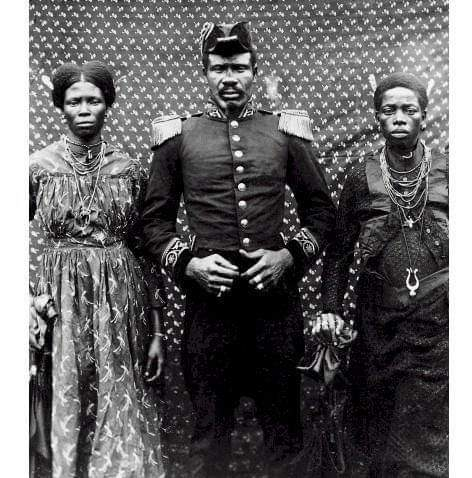
Moukoko Manyanye "King Pass All" Roi des Malimba (1884)

## Langue
Leur langue est le malimba, une langue bantoue dont le nombre de locuteurs était estimé à 2 230 en 2001.

## Culture
Les Malimba étant un peuple côtier, leurs activités sont souvent tournées vers l'océan et l'estuaire des  fleuves Wouri, Sanaga comme en témoignent leurs arts et activités traditionnelles, telles les courses de pirogues.